# Thomas Pleines
Thomas Pleines (* 2. September 1955 in Frankfurt am Main) ist ein deutscher Jurist und Manager. Von 2011 bis 2022 war er Präsident des Präsidialrats der Prüfgesellschaft DEKRA und Aufsichtsratsvorsitzender der DEKRA SE.

## Leben
Thomas Pleines studierte und absolvierte das Studium der Rechtswissenschaften an der Johann Wolfgang Goethe-Universität Frankfurt am Main und war danach 1979 als Rechtsanwalt in einer Kanzlei im australischen Sydney tätig. Nach seiner Rückkehr nach Deutschland wurde er zum 31. Januar 1983 als Anwalt in Deutschland zugelassen und war von 1980 bis 1984 Anwalt und später Partner einer Frankfurter Kanzlei mit den Schwerpunkten im Wirtschafts-, Straf- und Familienrecht.
Nach seiner anwaltlichen Tätigkeit wechselte er 1984 zur Allianz Baden-Württemberg, wo er bis 1996 verschiedene Fach- und Führungsfunktion innehatte. Seit 1992 war er in Geschäftsleitungsfunktionen tätig. 1997 übernahm er als Zweigstellenleiter der Allianz-Niederlassung Baden-Württemberg den Vorsitz der Geschäftsleitung dieser Landesvertretung. Von 2001 bis 2003 war er Vorstandsvorsitzender der ehemaligen Direktbank Advance Bank Holding AG, die unter seiner Leitung liquidiert und in die Dresdner Bank eingegliedert wurde. Zwischen 2003 und 2005 war er CEO und Delegierter des Verwaltungsrates der Allianz Suisse und von 2006 bis 2010 Vorstandsmitglied der Holdinggesellschaft Allianz Deutschland AG sowie Vorstandsvorsitzender der Allianz Versicherungs-AG in München.
Vom 3. Mai 2011 war Pleines Vorsitzender der Prüfgesellschaft DEKRA mit Hauptsitz in Stuttgart und Nachfolger von Gerhard Zeidler. Von 2005 war er bereits im Aufsichtsrat der DEKRA SE und seit 2009 im Präsidialrat der DEKRA e.V. tätig. Im Jahr 2022 legte er seine Mandate nieder. Am 6. April 2022 übergab er Stefan Kölbl sein Amt.

## Mandate
- 1991–2013: Aufsichtsrat bei Bilfinger Berger AG, Mannheim
- 2009–2022: Verwaltungsrat Bâloise Holding AG, Basel[4]
- 2011–2015: Verwaltungsrat der KABA Holding AG, Zürich
- 2011–2021: Vorsitzender des Aufsichtsrates der Südvers Holding GmbH & Co. KG, Freiburg[5]